# Brunnwald (Böhmerwald)
Der Brunnwald ist ein Waldgebiet bei Bad Leonfelden im Mühlviertel Oberösterreichs.

## Lage und Landschaft
Der Wald befindet sich in den Südlichen Böhmerwaldausläufern etwa 25 Kilometer nördlich von Linz am Nordfuß des Kobernaußerwalds. Er erstreckt sich etwa 7 Kilometer in Ost-West-Richtung und 3 Kilometer Nord-Süd-Ausdehnung zwischen Bad Leonfelden im Osten, Vorderweißenbach im Norden und Großtraberg (Gemeinden Oberneukirchen und Helfenberg) im Westen. Er liegt weitgehend vollständig auf Vorderweißenbacher und Bad Leonfeldner Gemeindegebiet.
Seine höchste Erhebung hat er mit 841 m ü. A. östlich der Ortschaft Brunnwald, die sich mitten im Wald erstreckt. Nordwestlich schließt der Höchlwald an.

Brunnwald
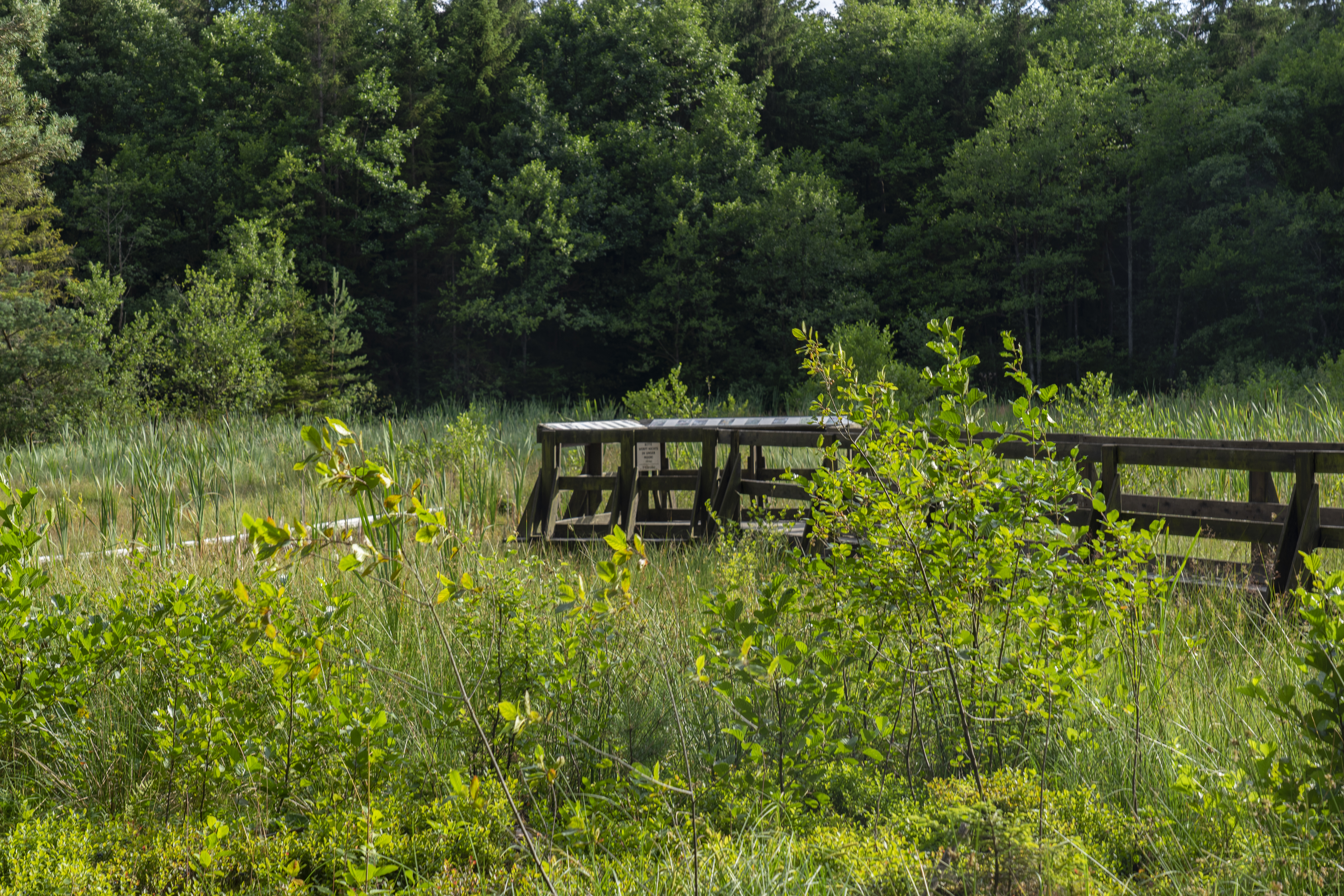
Leonfeldner Moor
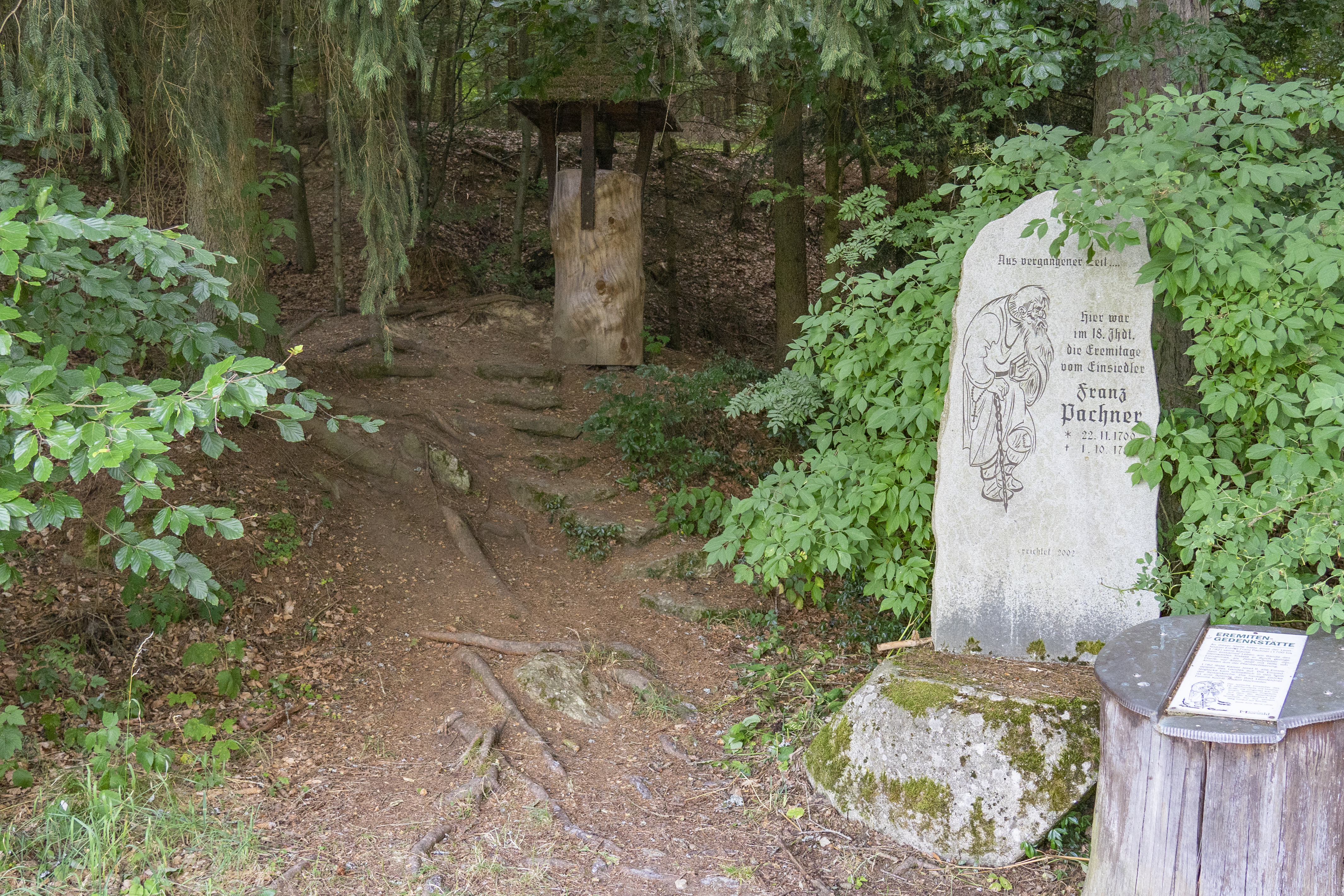
Eremitengedenkstätte
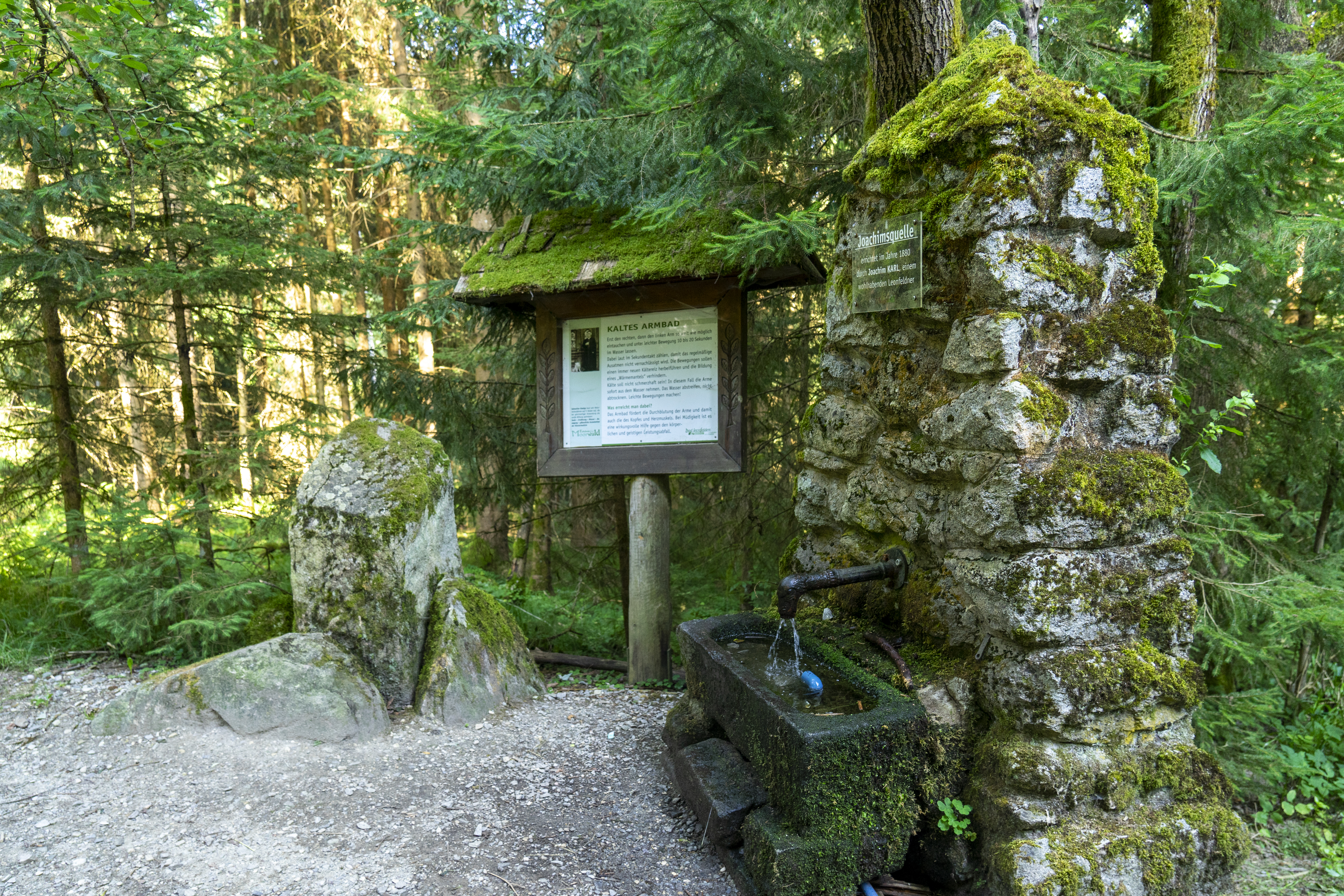
Joachimsquelle
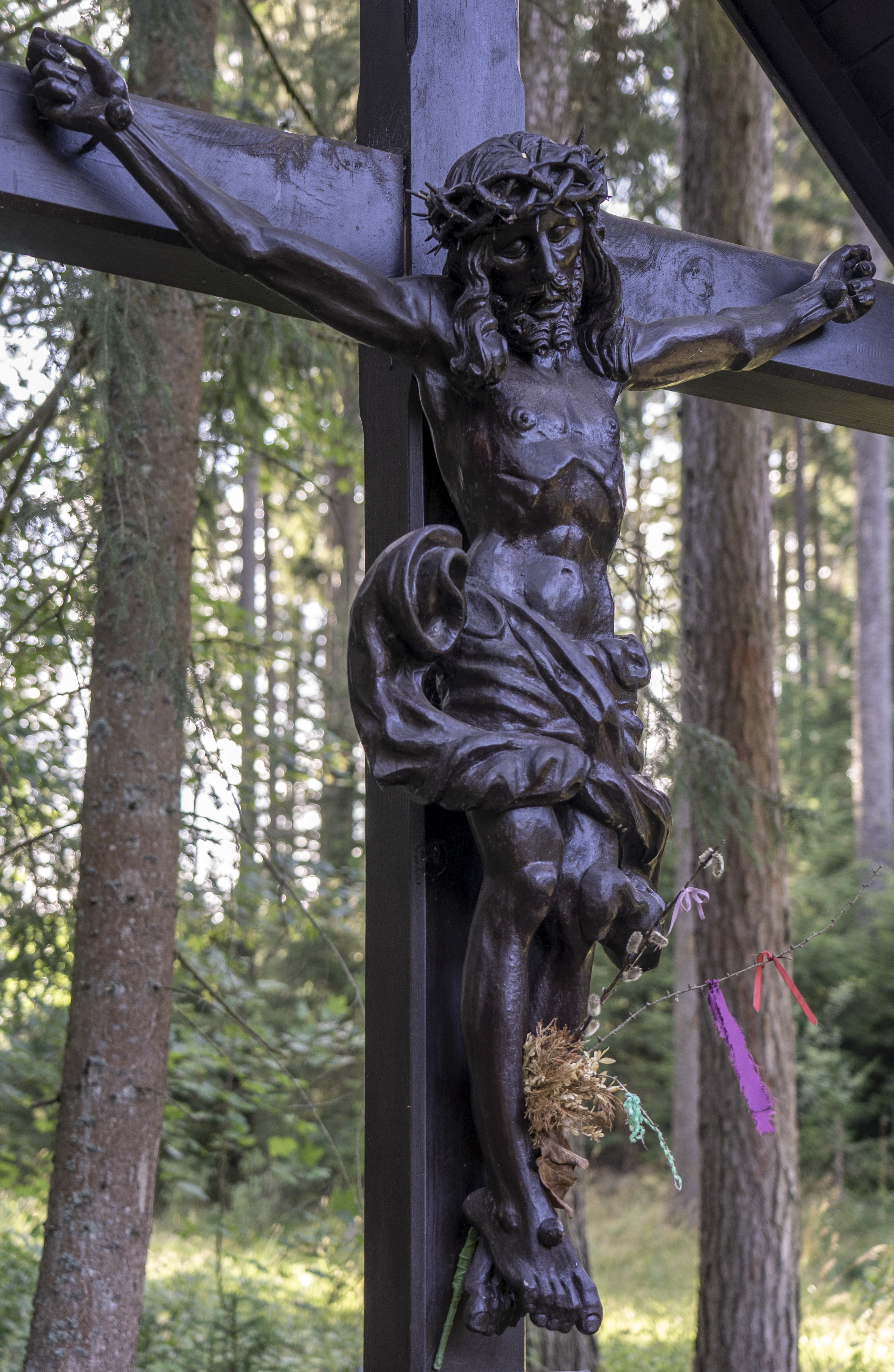
Ritterkreuz
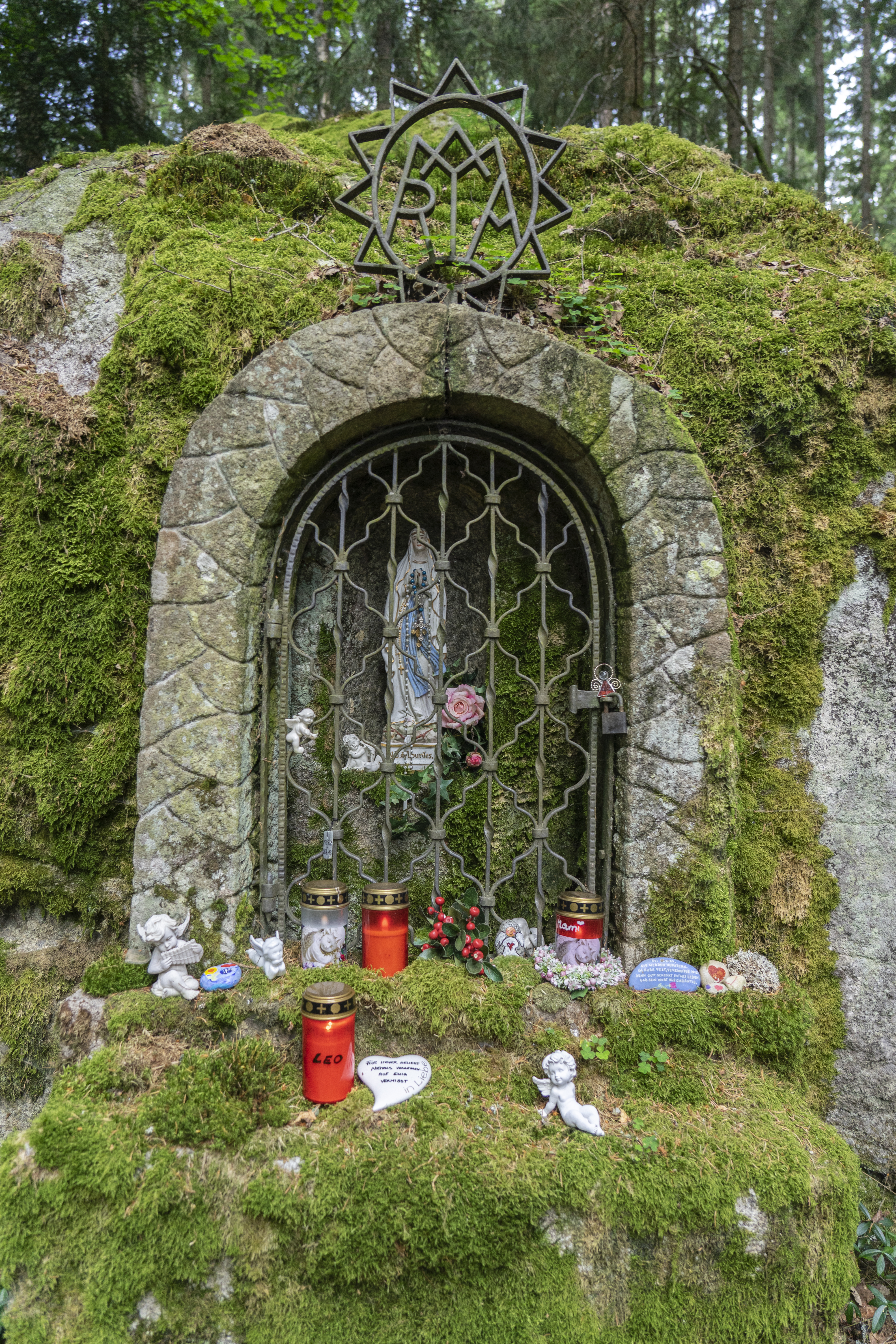
Grotte
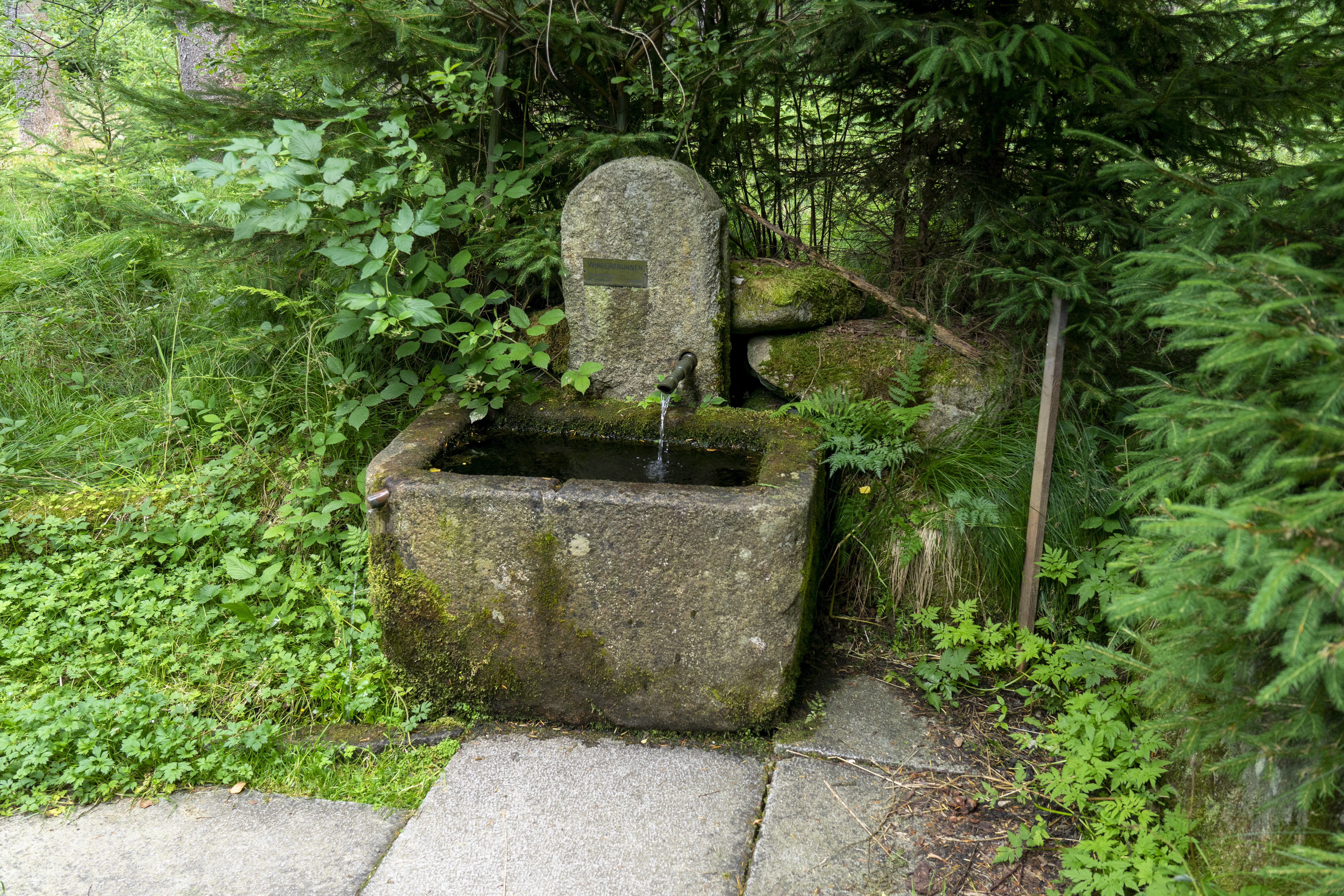
Wirterbrunnen

## Windenergie-Vorrangzone Großtraberg
Mit dem Windkraftmasterplan Oberösterreich wurde 2011 hier der Vorrangzonenstandortraum Großtraberg ausgewiesen, der ein sich über etwa 4 km erstreckendes Areal inmitten Wald um den Ort Brunnwald umfasst.
Hier erscheint nach Beurteilung durch die Arbeitsgruppe Windenergie der Landesregierung ein Ausbau der Windenergie wirtschaftlich, ökologisch wie auch landschaftsschützerisch vertretbar.